# 斯氏亮麗鯛
斯氏亮麗鯛，為輻鰭魚綱鱸形目隆頭魚亞目慈鯛科的其中一種，分布於非洲坦尚尼亞Sambala河流域，為特有種，體長可達5.1公分，棲息在中底層水域，生活習性不明，可作為觀賞魚。